# Libelloides coccajus
Libelloides coccajus är en nätvingeart som först beskrevs av Michael Denis och Ignaz Schiffermüller 1775.  Libelloides coccajus ingår i släktet Libelloides och familjen fjärilsländor. Inga underarter finns listade i Catalogue of Life.

## Bildgalleri

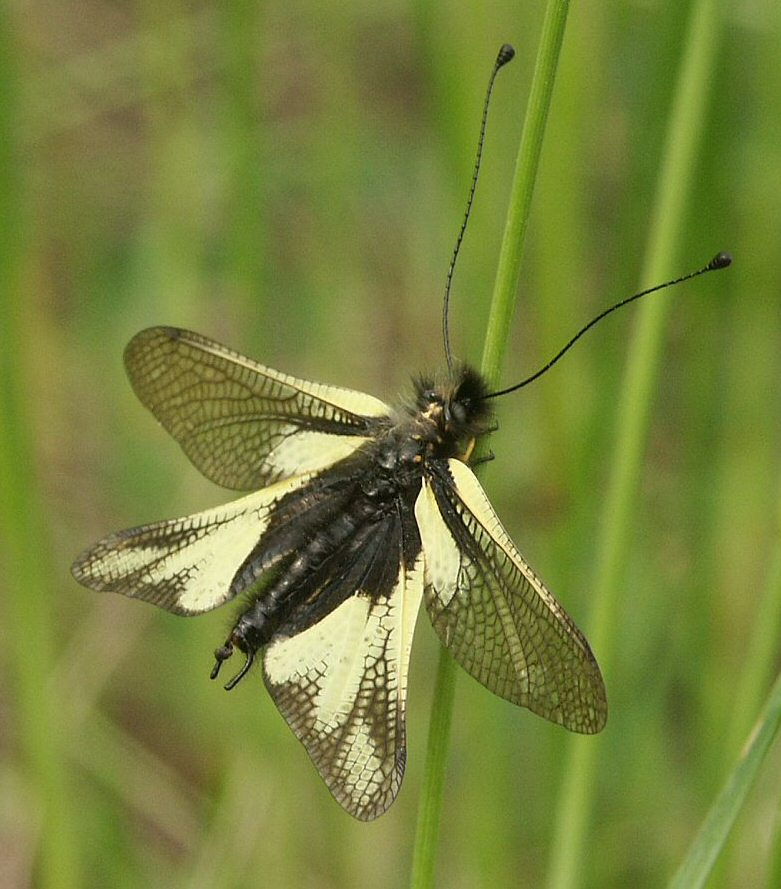
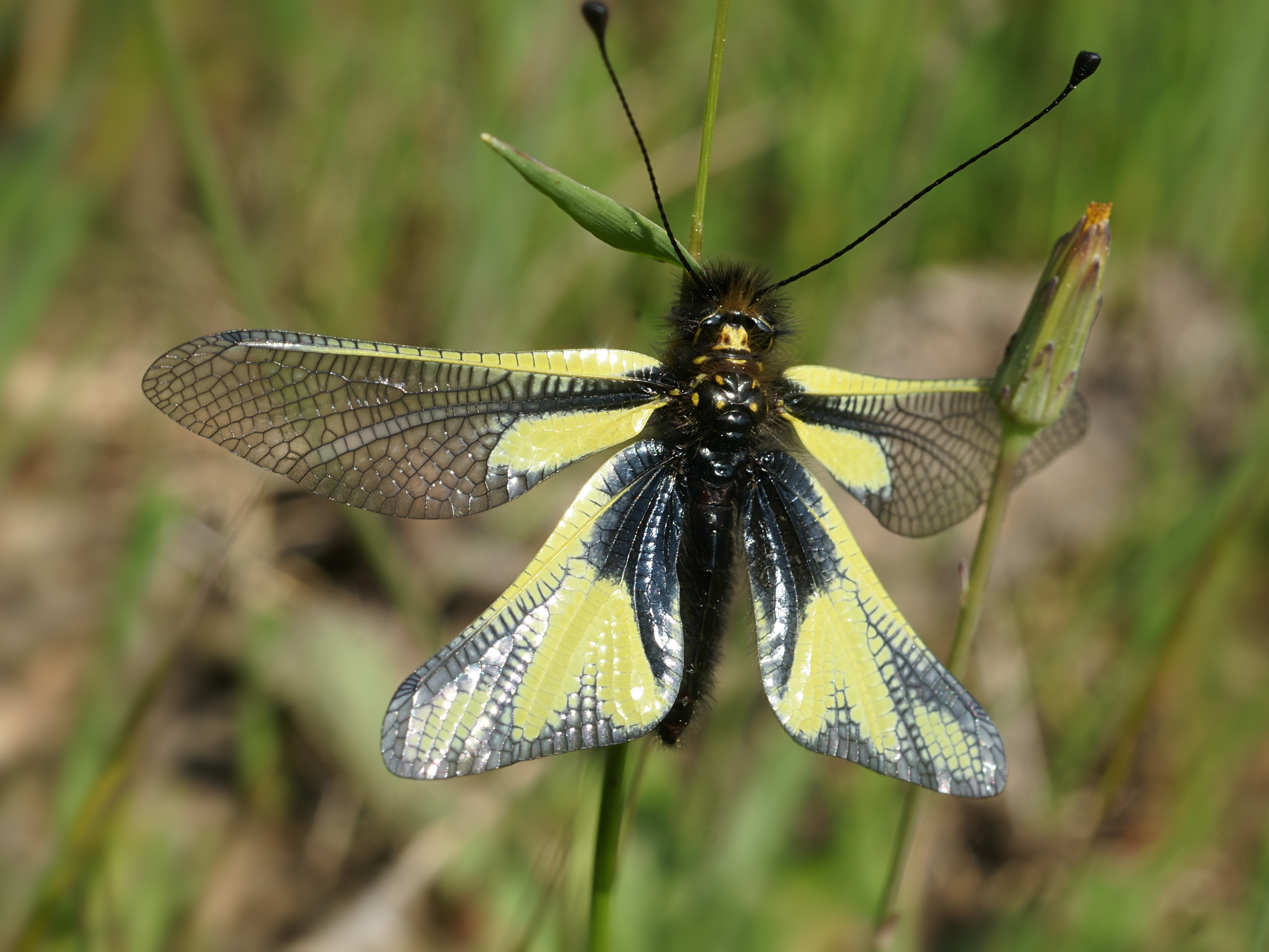
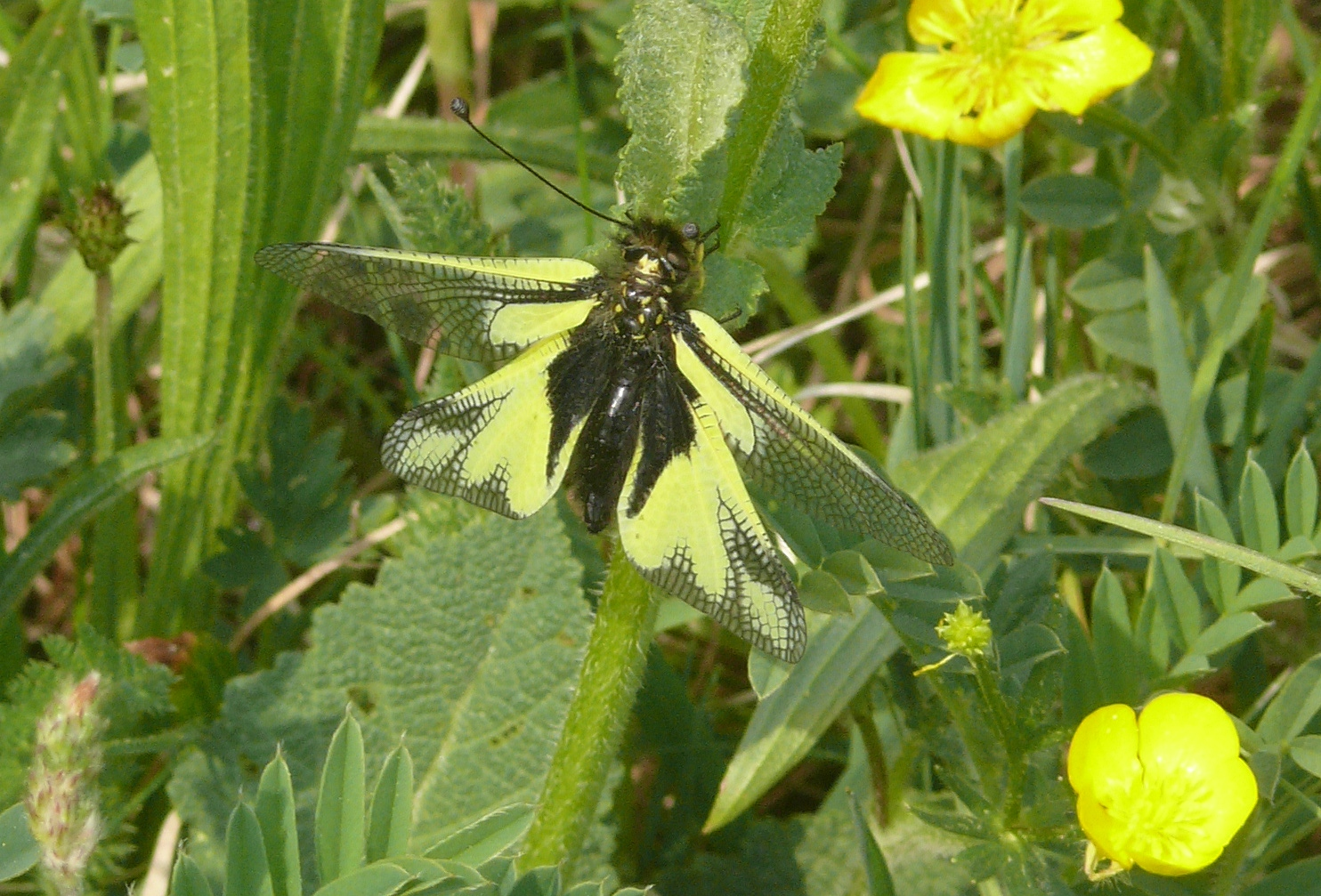
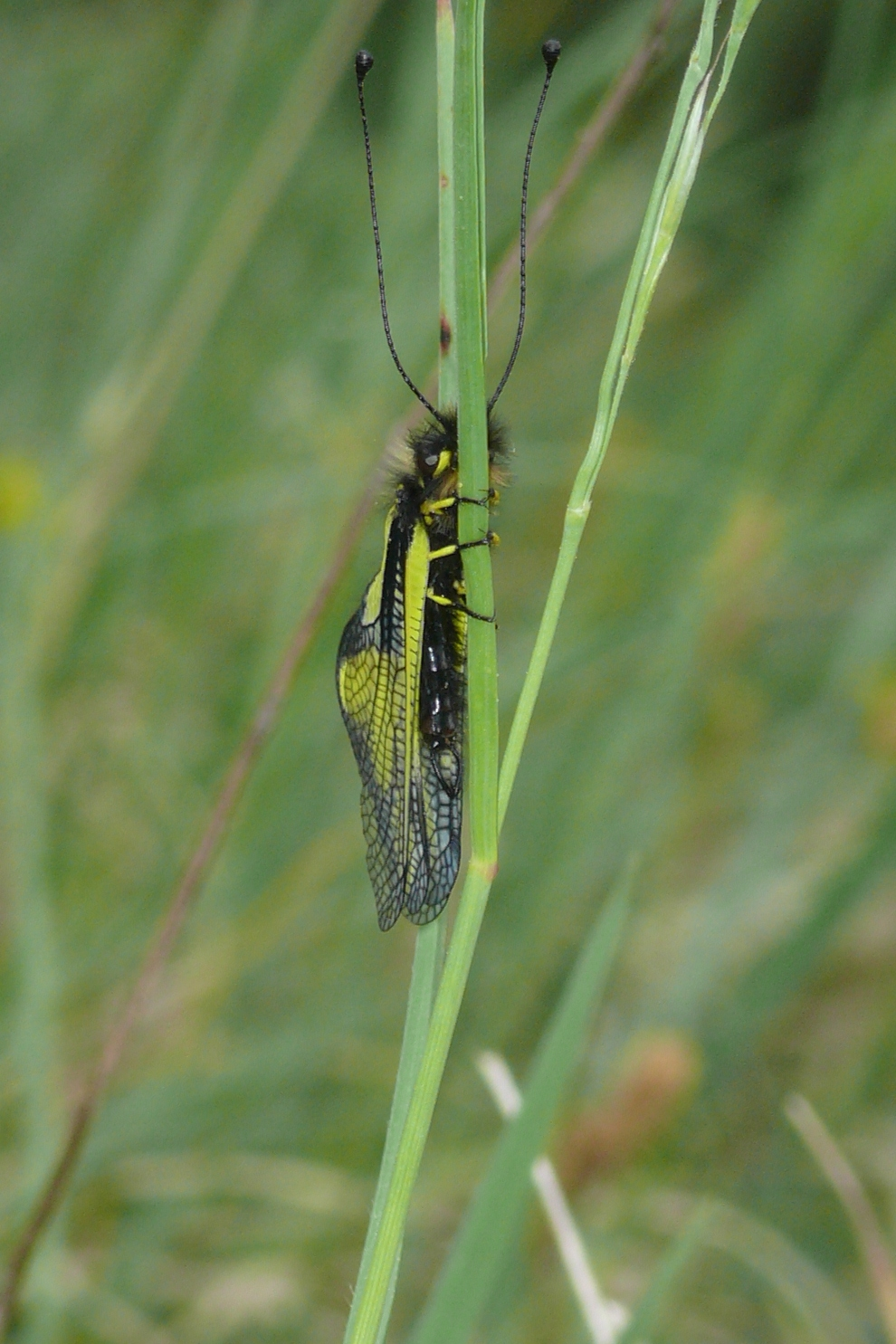
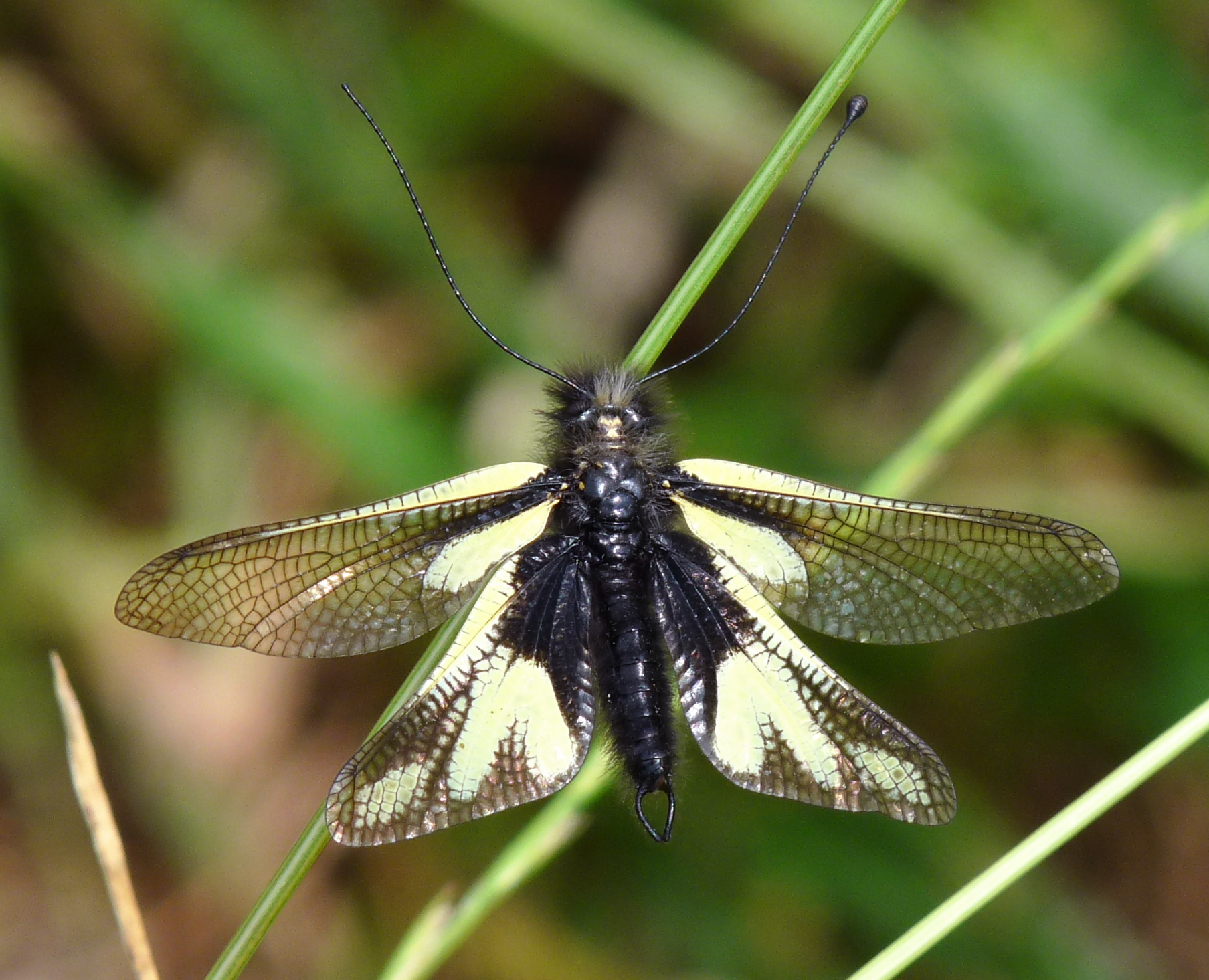
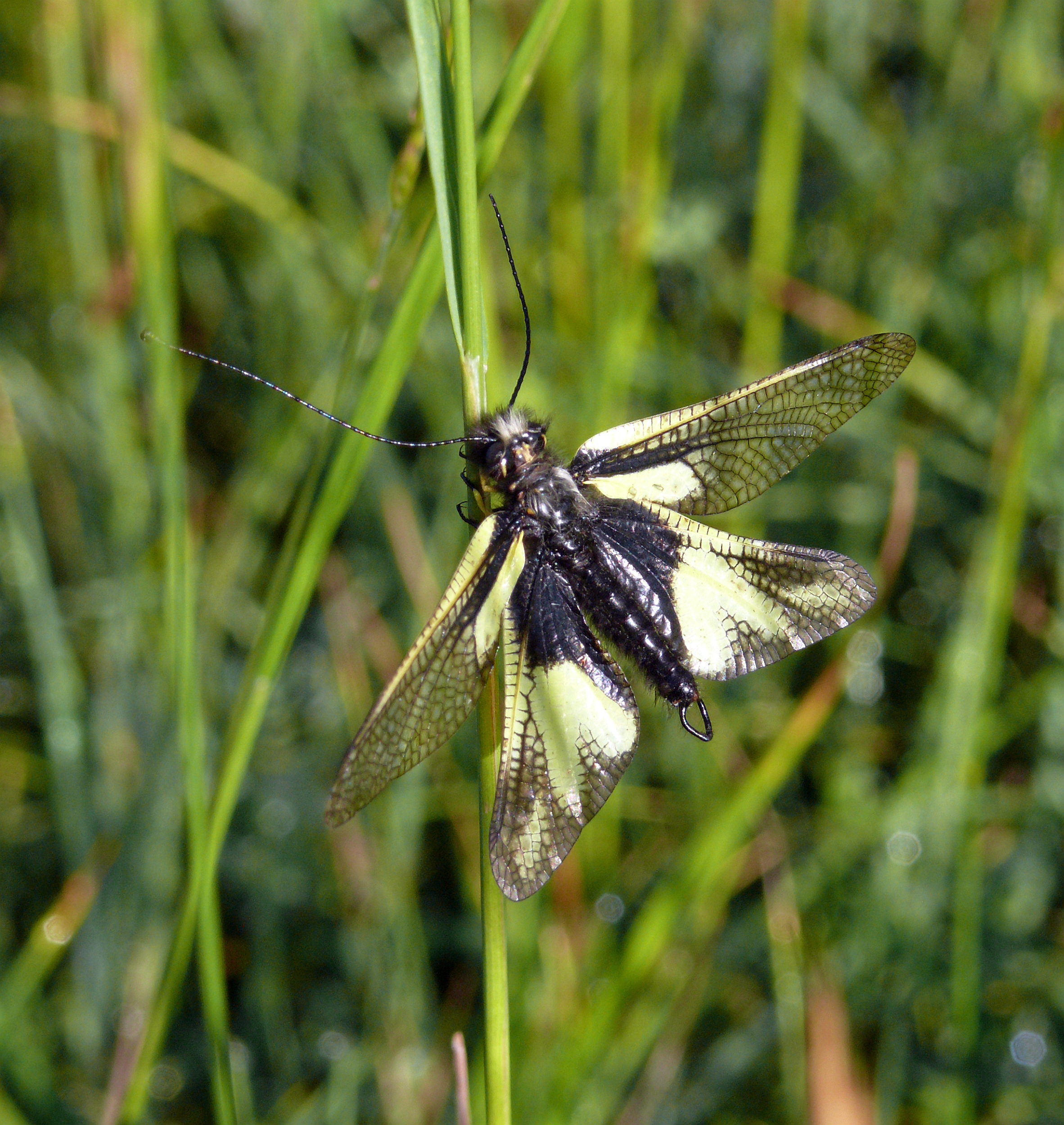